# Blas Saruppo
Blas Saruppo (n. 25 de julio de 1895, Santa Fe, Argentina - m. Santa Fe, 26 de septiembre de 1951) fue un jugador de fútbol argentino.

## Carrera
Se inició en el Club General López de la ciudad de Santa Fe debutando en la primera de este club en donde empezó a perfilarse como un forward de un amplio porvenir, después de un breve receso y sin dejar de entrenar "Pampo" como le decían en el barrio, pasó en 1913 al Club Federal, para volver a animar la Liga Santafesina, de ahí al recién fundado Club Sportman en 1915 para recalar por último en el Club Unión de Santa Fe para la temporada 1916. Debido a los permanentes divisiones de la liga a consecuencia del "amateurimo marrón" y problemas organizativos, echo este que había generado la emigración de los "Cracks" locales a otras ligas, como fue el resonado caso de Atilio Badalini, Adolfo Celli y su hermano Ernesto jugadores de Colón de Santa Fe que emigraron a Gimnasia de Rosario. Es bajo estas circunstancias que "Pampo" decide aceptar la propuesta para ir a jugar al club Newell's Old Boys de Rosario, donde jugó desde 1917 hasta 1919 destacándose no solo por su habilidad y sino también por su don de gente, tal era su destreza que llegó a ser internacional con la Selección Argentina, siendo considerado como un maestro del "passing" y la gambeta, forma de juego que hacia destacar a los futbolistas de esta ciudad, ya que desafiaban las formaciones rígidas de la escuela clásica del futbol.

## Palmarés

### Campeonatos regionales
| # | Club              | País      | Liga     | Sede    | Año  |
| - | ----------------- | --------- | -------- | ------- | ---- |
| 1 | Newell's Old Boys | Argentina | rosarina | Rosario | 1918 |
| 2 | Newell's Old Boys | Argentina | rosarina | Rosario | 1921 |

### Campeonatos nacionales
| Título         | Club              | País      | Año  |
| -------------- | ----------------- | --------- | ---- |
| Copa Ibarguren | Newell's Old Boys | Argentina | 1921 |

### Campeonatos internacioneles
| Título       | Club                | Sede         | Año  |
| ------------ | ------------------- | ------------ | ---- |
| Copa América | Selección Argentina | Buenos Aires | 1921 |

- Datos: Q582681